# Пумар
Пума́р (рос. Пумарь, марій. Пумарий) — присілок у складі Марі-Турецького району Марій Ел, Росія. Входить до складу Косолаповського сільського поселення.

## Населення
Населення — 17 осіб (2010; 34 у 2002).
Національний склад (станом на 2002 рік):
- марійці — 91 %